# Listă de NOG-uri
NOG-urile (Network Operators Group) sunt forumuri regionale ale operatorilor de rețele de comunicații electronice care sunt materializate prin liste de discuții pe e-mail și conferințe periodice.
Listă de NOG-uri

## America de Nord
- NANOG – North American Network Operators' Group
- CHI-NOG – Chicago Network Operators' Group
- NYNOG – New York Network Operators' Group
- MBNOG Arhivat în 18 mai 2017, la Wayback Machine. – Manitoba Network Operators' Group

## America de SudșiCentrală
- EcNOG Ecuador – Ecuador Network Operators' Group [Ecuador Network Operators]
- NOG Ecuador[nefuncțională]
 – Ecuador Network Operators' Group
- ArNOG – Argentina Network Operators' Group
- NOG Chile Arhivat în 26 iunie 2017, la Wayback Machine. – Chile Network Operators' Group
- NOG Bolivia – Bolivia Network Operators' Group
- CaribNOG – Caribbean Network Operators' Group
- LAC-IX – Latin America & Caribbean Community for IXPs
- LACNOG – Latin American & Caribbean Region Network Operators' Group

## Europa
- ATNOG – Austrian Network Operators' Group
- BENOG – Belgium Network Operators' Group
- NOG.BG – Bulgarian Network Operations' Group
- CEE Peering Days – Central and Eastern Europe (CEE) Peering Days
- DKNOG – Danish Network Operators' Group
- ENOG – Eurasia Network Operators' Group (Russian Federation, CIS, and Eastern Europe)
- ESNOG – Spanish Network Operators' Group
- European Internet Exchange Association – Euro-IX (the European community for IXPs)
- TREX Workshops – Finland Network Operators' Group (unofficial)
- FRnOG – France Network Operators' Group
- DENOG – German Network Operators' Group
- GRnOG – Greece Network Operators' Group
- GTER – Grupo de Operadores de Red Españoles (Spain Network Operators' Group | ESNOG)
- ITNOG – Italian Network Operators' Group
- iNOG – Ireland Network Operators' Group
- LINX – The London Internet Exchange is not strictly a NOG, but this IXP also helps coordinate the UK ISP community
- NLNOG – Netherlands Network Operators' Group
- NONOG – Norwegian Network Operators' Group
- NORDNOG – Nordic Network Operators' Group (inactive as of 8 February 2016)
- PLNOG – Poland Network Operations' Group
- RSNOG – Republic of Serbia Network Operators' Group
- RIPE – Réseaux IP Européens
- RONOG – Romania Network Operators' Group
- SINOG – Slovenia Network Operators' Group
- SEE – South East Europe / RIPE NCC regional meeting
- SOF Arhivat în 21 aprilie 2017, la Wayback Machine. – Swedish Operators' Forum
- SwiNOG – Swiss Network Operators' Group
- UANOG – Ukraine Network Operators' Group (inactive as of 8 February 2016)
- UKNOF – United Kingdom Network Operators' Forum

## Asia-Pacific
- AusNOG – Australia Network Operators' Group
- BdNOG – Bangladesh Network Operators' Group
- btNOG – Bhutan Network Operators' Group
- CNNOG Arhivat în 1 mai 2022, la Wayback Machine. – China Network Operators' Group
- HKNOG – Hong Kong Network Operators' Group
- INNOG Arhivat în 12 septembrie 2017, la Wayback Machine. – India Network Operators' Group
- IDNOG – Indonesia Network Operators' Group
- JANOG – Japan Network Operators' Group
- MyNOG – Malaysia Network Operators' Group
- MMNOG Arhivat în 29 iunie 2017, la Wayback Machine. – Myanmar Network Operators' Group
- NPNOG – Nepal Network Operators' Group
- PacNOG – The Pacific Network Operators' Group
- PANOG Arhivat în 9 iulie 2017, la Wayback Machine. – Pakistan Network Operators' Group
- PHNOG – Philippines Network Operators' Group (since no PHNOG website exists as of 8 February 2017, see: PHOpenIX, the country's open Internet exchange)
- SANOG – South Asia Network Operators' Group
- SGNOG – Singapore Network Operators' Group
- THNOG – Thailand Network Operators' Group
- NZNOG – New Zealand Network Operators' Group

## Orientul Mijlociu
- MENOG – Middle East Network Operators' Group
- IRNOG Arhivat în 18 iunie 2017, la Wayback Machine. – Iranian Network Operators' Group
- TRNOG Arhivat în 11 iunie 2017, la Wayback Machine. – Türkiye Network Operatörleri Grubu (Turkey Network Operators' Group mailing list)

## Africa
- Af-IX – African Community for IXPs
- AfNOG – Africa Network Operators' Group
- AONOG Arhivat în 15 august 2017, la Wayback Machine. – Angola Network Operators' Group
- cmNOG | cmNOG's Mailinglist – Cameroonian Network Operators' Group
- CGNOG Arhivat în 12 august 2017, la Wayback Machine. – Congo Network Operators' Group
- ghNOG Arhivat în 18 decembrie 2014, la Wayback Machine. – Ghana Network Operators' Group
- ngNOG Arhivat în 26 iunie 2017, la Wayback Machine. – Nigerian Network Operators' Group
- RWNOG Arhivat în 3 iulie 2017, la Wayback Machine. – Rwanda Network Operators' Group
- SdNOG – Sudan Network Operators' Group
- tzNOG Arhivat în 14 iulie 2017, la Wayback Machine. – Tanzania Network Operators' Group
- SAFNOG – Southern African Network Operators' Group